# Миомир Војиновић
Миомир Војиновић (Бијело Поље, 24. мај 1970) јесте црногорски политичар, актуелни министар просвете Црне Горе.

## Биографија
Рођен је 24. маја 1970. године у Бијелом Пољу. Некадашњи је савезник посланик у Савезној скупштини СР Југославије и републички посланик Скупштине Црне Горе, као и саветник председника општине Беране.
Члан је Председништва Социјалистичке народне партије.
Скупштина Црне Горе га је 28. априла 2022. године изабрала за министра просвете у Влади Дритана Абазовића.